# Justus Garoëb
Justus Garoëb (né le 16 décembre 1942 à Omaruru) est un chef tribal Damara de Namibie, ancien président du conseil exécutif du bantoustan du Damaraland de 1980 à 1989.
Opposant irréductible à l'administration sud-africaine sur le Sud-Ouest africain, il dirigea le Front National de Namibie à la fin des années 1970 avant d'accepter le processus constitutionnel de la Conférence de la Turnhalle.
En décembre 1980, il est élu à la présidence du conseil exécutif du bantoustan du Damaraland.
En 1989, il fonde le « United Democratic Front » pour participer aux élections nationales de novembre destinées à désigner une assemblée constituante en vue de l'indépendance de la Namibie.
Par deux fois il sera candidat à la présidence de la République. Ainsi, en 1999, il obtient 3 % des voix et 4 % en 2004 (recevant néanmoins 22,5 % des suffrages dans sa région de Kunene).